# Top (Oğuz)
Top è un comune dell'Azerbaigian situato nel distretto di Oğuz. Conta una popolazione di 370 abitanti.